# ハードリドン
ハードリドン（Hard Ridden、1955年 - 1981年）は、アイルランドのサラブレッドの競走馬、種牡馬。1958年のアイリッシュ2000ギニーとダービーステークスの優勝馬で、引退後はアイルランドで種牡馬となったのちに日本へと輸出された。

## 経歴
- 当時はグループ制未導入。

オリバー・ランバート卿がアイルランドで生産したサラブレッドの牡馬で、その外見は長くて痩せて見えたという。
ハードリドンは1歳時にとしてダブリンでのセリ市に上場され、ヴィクター・サスーン卿によって270ギニーで購入された。その後ハードリドンはカラ競馬場のミック・ロジャース調教師のもとに預けられた。
ハードリドンは1957年の2歳時にデビュー、そのデビュー戦で2着に入ってその年を終えた。
明けて3歳時、ハードリドンはカラ競馬場での競走で2着に入った。その翌戦、ハードリドンはアイリッシュ2000ギニーに出走し、ここでのちのアイリッシュダービーの勝者であるシンドンを4馬身差で破って優勝した。
この年のエプソムダービーは、女王エリザベス2世を含む約20万人の群衆の前で行われた。この競走では出走21頭のうち、1番人気であったアルサイドが出走前に負傷したとして出走を取り消し、混戦模様となった。一方のハードリドンはスプリンター血統であることを理由に、18/1（単勝19倍）という穴人気に据えられていた。レースでは先行馬たちが緩いペースで進んでおり、鞍上を務めたチャーリー・スマークの指示のもと、ハードリドンは後方でスタミナを温存できた。そして直線に入って、スマークがハードリドンを内側の隙間に潜り込ませると、先頭に立ってリードを作り始めた。最後には2着馬に5馬身の差をつけて優勝、1907年のオービー以来2頭目のアイルランド調教馬による制覇を成し遂げた。レース直後、51歳のスマークは「やりました、最後のダービーに乗れました！」とコメントした。
その後ハードリドンは7月下旬まで競馬場には姿を見せず、最後に走ったのはアスコット競馬場でのキングジョージ6世&クイーンエリザベスステークスで、バリーモス相手に勝負するも着外に敗れた。
タイムフォームにおけるレーティングでは、ハードリドンは131ポンドの評価を得た。これはヨーロッパの現代のG1馬らと比較して平均以上の評価である。一方、ジョン・ランドールとトニー・モリスは彼らの著書『 A Century of Champions』において、ハードリドンをダービー馬としては格下として低く評価した。

## 種牡馬入り後
引退後のハードリドンは、アイルランドで種牡馬となった。アイルランド時代の主な産駒に、アイリッシュセントレジャー優勝馬のGiolla Mearと、シャンペンステークス勝ち馬のHardicanuteなどがいる。
1967年に日本に輸出され、そこで1981年に死亡した。日本での代表産駒には、東京優駿優勝馬のロングエース、優駿牝馬勝ち馬のリニアクインなどがいる。以下はその他の主な産駒。
- *ハーディカヌート - 1962年生、牡馬。タイムフォーム金杯など。
- ハードイット - 1963年生、牝馬。京都盃など。
- Berlino - 1967年生、牡馬。エスターテ賞。
- スズカハード - 1970年生、牡馬。金鯱賞。
- ロングホーク - 1972年生、牡馬。サンケイ大阪杯など。
- ナラサンザン - 1972年生、牡馬。京都記念（春）。
- マサヒコボーイ - 1979年生、牡馬。日経新春杯（GII）など。
- ヨロズハピネス - 1979年生、牡馬。金杯（東）。

## 血統表
| ハードリドンの血統                  | ハードリドンの血統                       | ハードリドンの血統      | （血統表の出典）        | （血統表の出典） |
| 父系                                | ファラリス系>ファリス系                  | ファラリス系>ファリス系 | ファラリス系>ファリス系 | [ § 2 ]          |
| 父 Hard Sauce イギリス 鹿毛 1948    | 父の父Ardan フランス 鹿毛 1941           | Pharis                  | Pharos                  | Pharos           |
| 父 Hard Sauce イギリス 鹿毛 1948    | 父の父Ardan フランス 鹿毛 1941           | Pharis                  | Carissima               |                  |
| 父 Hard Sauce イギリス 鹿毛 1948    | 父の父Ardan フランス 鹿毛 1941           | Adargatis               | Asterus                 | Asterus          |
| 父 Hard Sauce イギリス 鹿毛 1948    | 父の父Ardan フランス 鹿毛 1941           | Adargatis               | Helene de Troie         |                  |
| 父 Hard Sauce イギリス 鹿毛 1948    | 父の母Saucy Bella イギリス 芦毛 1941     | Bellacose               | Sir Cosmo               | Sir Cosmo        |
| 父 Hard Sauce イギリス 鹿毛 1948    | 父の母Saucy Bella イギリス 芦毛 1941     | Bellacose               | Orbella                 |                  |
| 父 Hard Sauce イギリス 鹿毛 1948    | 父の母Saucy Bella イギリス 芦毛 1941     | Marmite                 | Mr. Jinks               | Mr. Jinks        |
| 父 Hard Sauce イギリス 鹿毛 1948    | 父の母Saucy Bella イギリス 芦毛 1941     | Marmite                 | Gentlemen's Relish      |                  |
| 母 Toute Belle フランス 黒鹿毛 1947 | 母の父Admiral Drake フランス 黒鹿毛 1931 | Craig an Eran           | Sunstar                 | Sunstar          |
| 母 Toute Belle フランス 黒鹿毛 1947 | 母の父Admiral Drake フランス 黒鹿毛 1931 | Craig an Eran           | Maid of the Mist        |                  |
| 母 Toute Belle フランス 黒鹿毛 1947 | 母の父Admiral Drake フランス 黒鹿毛 1931 | Plucky Liege            | Spearmint               | Spearmint        |
| 母 Toute Belle フランス 黒鹿毛 1947 | 母の父Admiral Drake フランス 黒鹿毛 1931 | Plucky Liege            | Concertina              |                  |
| 母 Toute Belle フランス 黒鹿毛 1947 | 母の母Chatelaine フランス 鹿毛 1941      | Casterari               | Fiterari                | Fiterari         |
| 母 Toute Belle フランス 黒鹿毛 1947 | 母の母Chatelaine フランス 鹿毛 1941      | Casterari               | Castleline              |                  |
| 母 Toute Belle フランス 黒鹿毛 1947 | 母の母Chatelaine フランス 鹿毛 1941      | Yssel                   | Kircubbin               | Kircubbin        |
| 母 Toute Belle フランス 黒鹿毛 1947 | 母の母Chatelaine フランス 鹿毛 1941      | Yssel                   | Yvonne                  |                  |
| 母系(F-No.)                         | (FN:16)                                  | (FN:16)                 | (FN:16)                 | [ § 3 ]          |
| 5代内の近親交配                     | Son-in-Law 5x5                           | Son-in-Law 5x5          | Son-in-Law 5x5          | [ § 4 ]          |
| 出典                                | 1. 2. 3. 4.                              | 1. 2. 3. 4.             | 1. 2. 3. 4.             | 1. 2. 3. 4.      |